# 陳暠 (越南君主)
陳暠（越南语：／；？—1428年）是安南属明时期被蓝山起义首领黎利擁立的傀儡君主。據《大越史記全書》所說，陳暠原叫胡翁（越南语：／），是「丐者之子」、「假稱陳氏之後」，而黎利在1427年奏告文中則稱陳暠是陳藝宗三世孫。
明宣德元年（1426年）十一月，陳暠被黎利擁立为主，改元天慶。黎利擁立陳暠的原因，是由於黎利在起義時鑑於「人心思陳，故立之以從人望」，並且「欲籍辭以應明人」。1427年（明宣德二年）農曆十一月，黎利派出使節入明，要求冊封陳暠為王，明宣宗隨即封陳暠為「安南國王」。1428年，黎利驅逐明軍後，便先殺陳暠，然後登基稱帝，建立了后黎朝。關於陳暠的死因，一說是遁逃時被朝廷所獲，便飲毒藥而死；一說是他「潛駕海船而卒」；一說是潛逃時被黎利令人追殺；一說是黎利曾說「我以百戰得天下，而暠居大位」，陳暠在驚惶下潛逃，最終被黎利追殺。